# Angela Bairstow

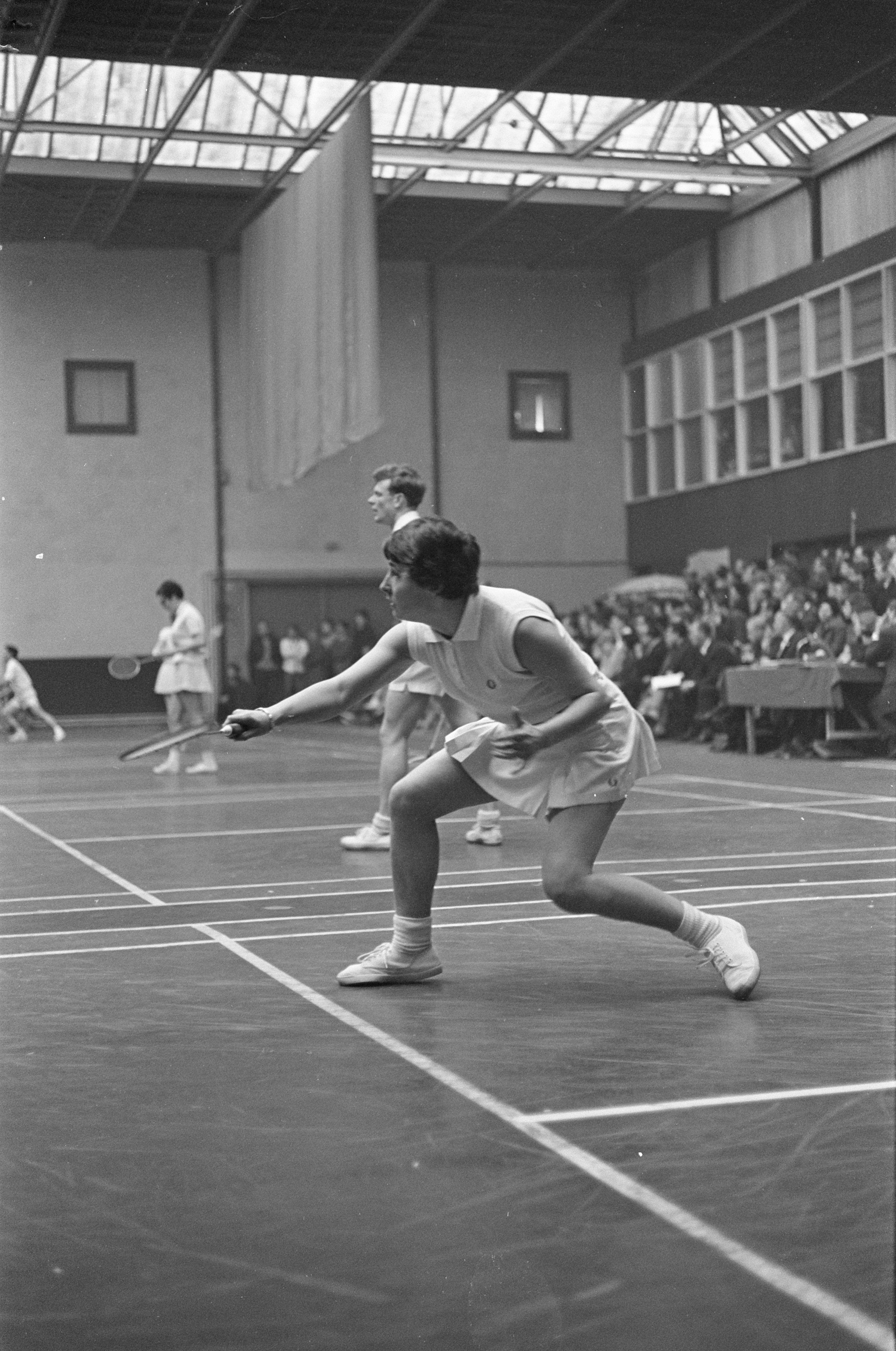
Angela Bairstow 1968

Angela Bairstow (* 31. Mai 1942; † 13. Februar 2016; verheiratete Angela Palmer) war eine englische Badmintonspielerin. 

## Karriere
Die Engländerin Angela Bairstow gewann 1965 kurioserweise zwei Titel bei den Asienmeisterschaften, da dieses Championat zu dieser Zeit noch offen für alle Nationen weltweit war. Bei der Europameisterschaft 1968 holte sie Silber und Bronze.

## Erfolge
| Saison | Veranstaltung                             | Disziplin   | Platz | Name                                 |
| ------ | ----------------------------------------- | ----------- | ----- | ------------------------------------ |
| 1958   | England: Einzelmeisterschaft der Junioren | Dameneinzel | 1     | Angela Bairstow                      |
| 1959   | England: Einzelmeisterschaft der Junioren | Mixed       | 1     | Roger Mills / Angela Bairstow        |
| 1959   | England: Einzelmeisterschaft der Junioren | Dameneinzel | 1     | Angela Bairstow                      |
| 1959   | England: Einzelmeisterschaft der Junioren | Damendoppel | 1     | Angela Bairstow / June Wheating      |
| 1960   | England: Einzelmeisterschaft der Junioren | Mixed       | 1     | Roger Mills / Angela Bairstow        |
| 1960   | England: Einzelmeisterschaft der Junioren | Damendoppel | 1     | Angela Bairstow / Charlotte Lindsay  |
| 1960   | England: Einzelmeisterschaft der Junioren | Dameneinzel | 1     | Angela Bairstow                      |
| 1963   | All England                               | Dameneinzel | 2     | Angela Bairstow                      |
| 1964   | Scottish Open                             | Damendoppel | 1     | Angela Bairstow / Margaret Barrand   |
| 1964   | German Open                               | Damendoppel | 1     | Angela Bairstow / Jennifer Pritchard |
| 1965   | Dutch Open                                | Damendoppel | 1     | Angela Bairstow / Anita Price        |
| 1965   | Asienmeisterschaft                        | Mixed       | 1     | Tan Yee Khan / Angela Bairstow       |
| 1965   | England: Einzelmeisterschaften            | Dameneinzel | 1     | Angela Bairstow                      |
| 1965   | Asienmeisterschaft                        | Damendoppel | 1     | Ursula Smith / Angela Bairstow       |
| 1965   | Dutch Open                                | Dameneinzel | 1     | Angela Bairstow                      |
| 1965   | Dutch Open                                | Mixed       | 1     | Tony Jordan / Angela Bairstow        |
| 1965   | Asienmeisterschaft                        | Dameneinzel | 1     | Angela Bairstow                      |
| 1965   | Irish Open                                | Dameneinzel | 1     | Angela Bairstow                      |
| 1966   | England: Einzelmeisterschaften            | Damendoppel | 1     | Angela Bairstow / Margaret Barrand   |
| 1966   | Dutch Open                                | Dameneinzel | 1     | Angela Bairstow                      |
| 1966   | Scottish Open                             | Dameneinzel | 1     | Angela Bairstow                      |
| 1966   | Scottish Open                             | Damendoppel | 1     | Angela Bairstow / Margaret Barrand   |
| 1967   | Irish Open                                | Dameneinzel | 1     | Angela Bairstow                      |
| 1967   | Dutch Open                                | Mixed       | 1     | Tony Jordan / Angela Bairstow        |
| 1968   | All England                               | Mixed       | 3     | Henning Borch / Angela Bairstow      |
| 1968   | Dutch Open                                | Mixed       | 1     | Paul Whetnall / Angela Bairstow      |
| 1968   | Europameisterschaft                       | Damendoppel | 2     | Angela Bairstow / Gillian Perrin     |
| 1968   | Europameisterschaft                       | Dameneinzel | 3     | Angela Bairstow                      |
| 1968   | All England                               | Damendoppel | 3     | Angela Bairstow / Gillian Perrin     |
| 1968   | England: Einzelmeisterschaften            | Dameneinzel | 1     | Angela Bairstow                      |